# Creu de Sant Jordi

Der katalanische Kulturpreis Creu de Sant Jordi ist die höchste Auszeichnung der Generalitat de Catalunya für natürliche oder juristische Personen, die sich um die katalanische Sprache oder Kultur verdient gemacht haben.
Die Auszeichnung ist benannt nach dem Kreuz des heiligen Georg, des Schutzpatrons Kataloniens. Die Verleihung basiert auf dem Erlass 457/1981 vom 18. Dezember 1981 und erfolgt jährlich durch den Präsidenten der Generalitat de Catalunya im Museu Nacional d’Art de Catalunya.

## Einige Preisträger
- 1981: Moisès Broggi, Ramon Aramon i Serra, Joan Triadú
- 1982: Pedro Laín Entralgo, Josep Maria Subirachs
- 1983: Charlie Rivel, Carles Barral i Ayesta, Fernando Lázaro Carreter, Miquel Martí i Pol, Ramón Masnou Boixeda, Tete Montoliu, Ateneu Barcelonès, Kloster Montserrat
- 1984: Orfeó Català, Maria del Mar Bonet
- 1985: Germà Colon, Fèlix Cucurull, Joan Hernández Pijuan, Tilbert Dídac Stegmann, Manuel Vázquez Montalbán, Volta Ciclista a Catalunya
- 1986: Antoni Maria Badia i Margarit, Gaston Thorn
- 1987: Feliu Formosa, Misterio de Elche, Óscar Tusquets
- 1988: Josep Palau i Fabre, Pere Gimferrer, David H. Rosenthal, Al Tall, ESADE
- 1990: Jordi Bonet i Armengol, Francesco Giunta, Josep Coll Bardolet, Robert Pring-Mill, Escolania de Montserrat
- 1991: Oriol Bohigas, Joan Vilà i Moncau, Hospital de la Santa Creu i Sant Pau, Gran Enciclopèdia Catalana
- 1992: Viviane Reding, Martí de Riquer i Morera, Futbol Club Barcelona
- 1993: Castellers de Vilafranca
- 1994: Maria Àngels Anglada i d’Abadal, Santiago Calatrava Valls, Rosa Maria Sardà i Tàmaro, Francesc d’Assís Casademont i Pou
- 1995: Eduard Mendoza i Garriga, Jorge Semprún, Carmina Virgili, Montserrat Torrent i Serra
- 1996: Morita Akio, Juan Antonio San Epifanio Ruiz, Esteve Fàbregas i Barri
- 1998: Manuel Anglada i Ferran, Heinrich Bihler, Alexandre Masoliver, Xavier Miserachs, Luis del Olmo Marote, Michael E. Porter, Giuseppe Edoardo Sansone, Ramón Torrella Cascante, Nordamerikanisch-katalanische Gesellschaft
- 1999: Rafael Alberti Merello, Antonio Colinas, John Huxtable Elliott, Rafael Moneo Vallés, Carles Santos i Ventura, Isabel-Clara Simó i Monllor
- 2000: Anna Lizarán Merlos, Carme Riera i Guilera, Jordi Sabater i Pi, Curt Joseph Wittlin
- 2001: Géza Alföldy, Jesús Moncada i Estruga, Ernesto Manuel Ferreira Bértolo de Seabra, José de Udaeta, Organització Nacional de Cecs Espanyols, Serra d’Or
- 2002: Ferran Adrià Acosta, Antonio Deig Clotet, Jorge Cervós-Navarro, Francesc Vendrell
- 2003: David Bagué
- 2005: Federic Mayor i Zaragoza, Joan Solà i Cortassa, Elisabeth Galí i Camprubí, Ángeles Santos Torroella
- 2006: Isabel Coixet Castillo, Johan Cruyff, Franz-Paul Decker, Elisabeth Eidenbenz, Barbara Hendricks, Robert Hughes, Oriol Maspons, Josu Jon Imaz San Miguel, Andreu Mas-Colell, Joan Massagué i Solé
- 2007: Francesc Xavier Ciuraneta i Aymí, Jordi Solé Tura, CE Europa
- 2008: Rosa Serra i Puigvert
- 2009: Fundació Joan Miró
- 2010: Alberto Aza Arias, Joan Botam i Casals, Carlos Jiménez Villarejo
- 2011: Josep Antoni Duran i Lleida, Concepció Ferrer, Montserrat Figueras
- 2012: Dolors Folch i Fornesa, Societat Coral El Penedès
- 2013: Asunción Balaguer, Reus Deportiu
- 2014: Xavier Benguerel, Jaume Cabré, Vicky Peña
- 2015: Maria Teresa Cabré, Facultad de Biblioteconomia y Documentación de la Universidad de Barcelona
- 2016: Òscar Cadiach
- 2017: Carme Chacón (postum), Teresa Gimpera, Josep Maria Pou, Rosa Maria Sardà (Preis abgelehnt)
- 2018: Jordi Sierra i Fabra
- 2019: Lionel Messi; Albert Peters